# Nemocapnia
Nemocapnia is een geslacht van steenvliegen uit de familie Capniidae. De wetenschappelijke naam van het geslacht is voor het eerst geldig gepubliceerd in 1938 door Banks.

## Soorten
Nemocapnia omvat de volgende soorten:
- Nemocapnia carolina Banks, 1938
- Nemocapnia japonica Kohno, 1953